# آدیبک گریگوریان
آدیبک بالابکی گریگوریان (ارمنی: Ադիբեկ Բալաբեկի Գրիգորյան؛ زاده ۲۵ مارس ۱۹۲۲ - درگذشته ۱۶ مارس ۱۹۹۶) مجسمه‌ساز اهل ارمنستان بود.

## زندگی‌نامه
وی در ۲۵ مارس ۱۹۲۲ در تتوجور در به دنیا آمد و از انستیتو دولتی هنرهای زیبا و نمایشی ایروان (۱۹۵۱) و کالج دولتی هنرهای زیبای پانوس ترلمزیان فارغ‌التحصیل گشت. وی همچنین برنده جوایزی همچون نقاش شایسته ارمنستان شوروی شد. وی در ۱۶ مارس ۱۹۹۶ در سن ۷۳ سالگی در ایروان درگذشت.

## نگارخانه

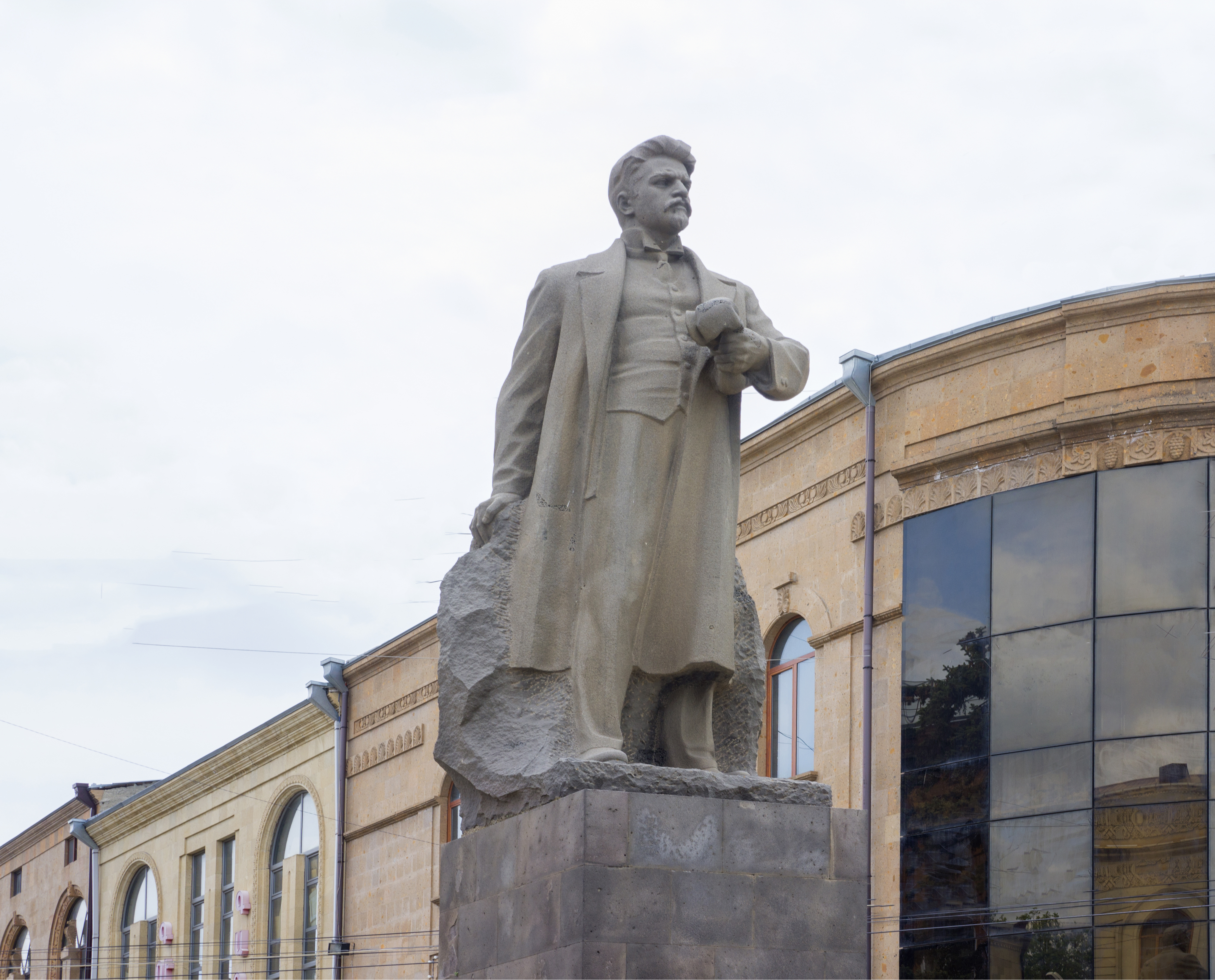
تندیس یادبود استپان شاهومیان گیومری
hy:Գրիգոր Տաթևացու հուշարձան (Երևան)hy:Գրիգոր Տաթևացու հուշարձան (Երևան)
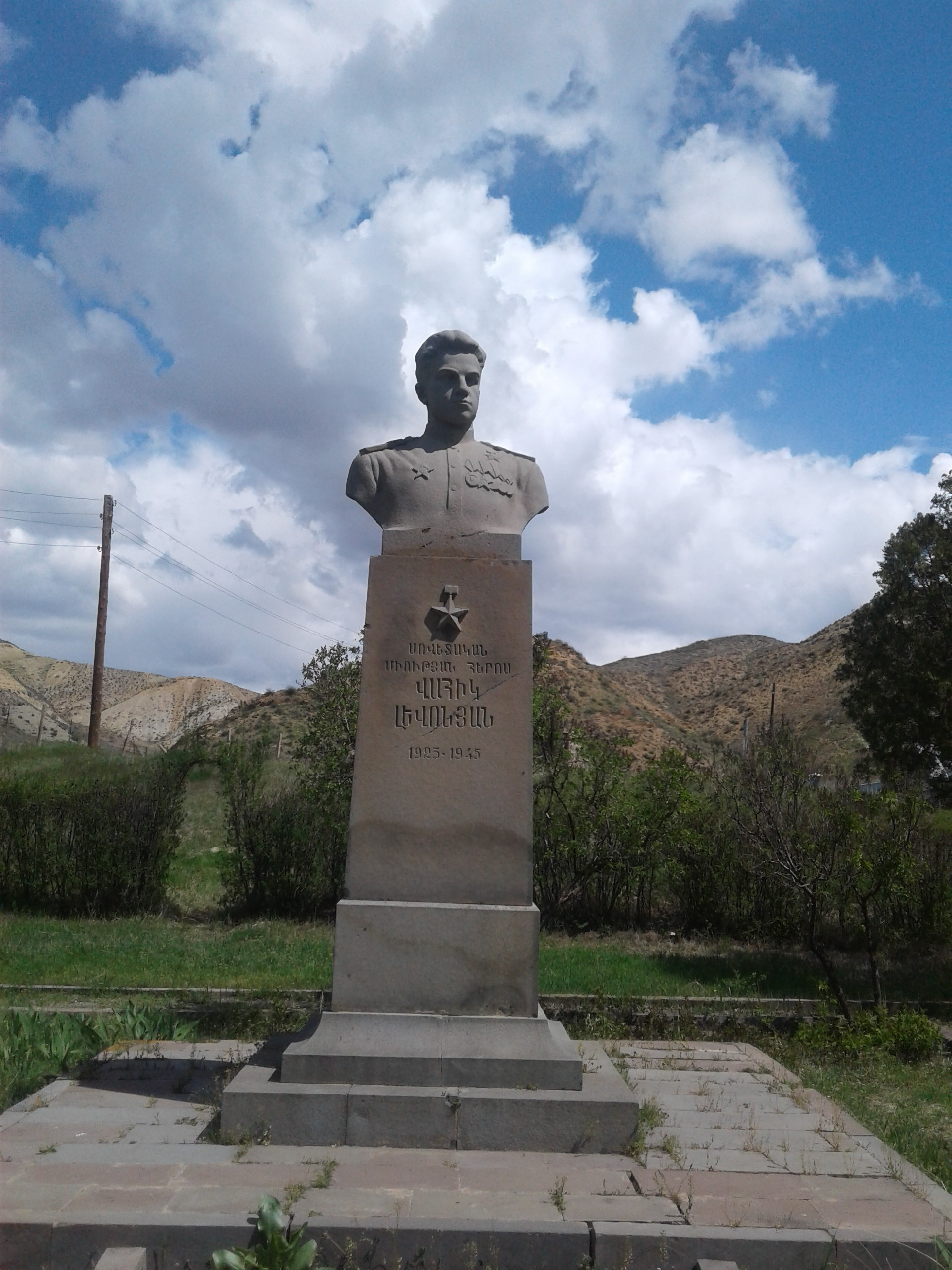
Վահիկ Լևոնյան
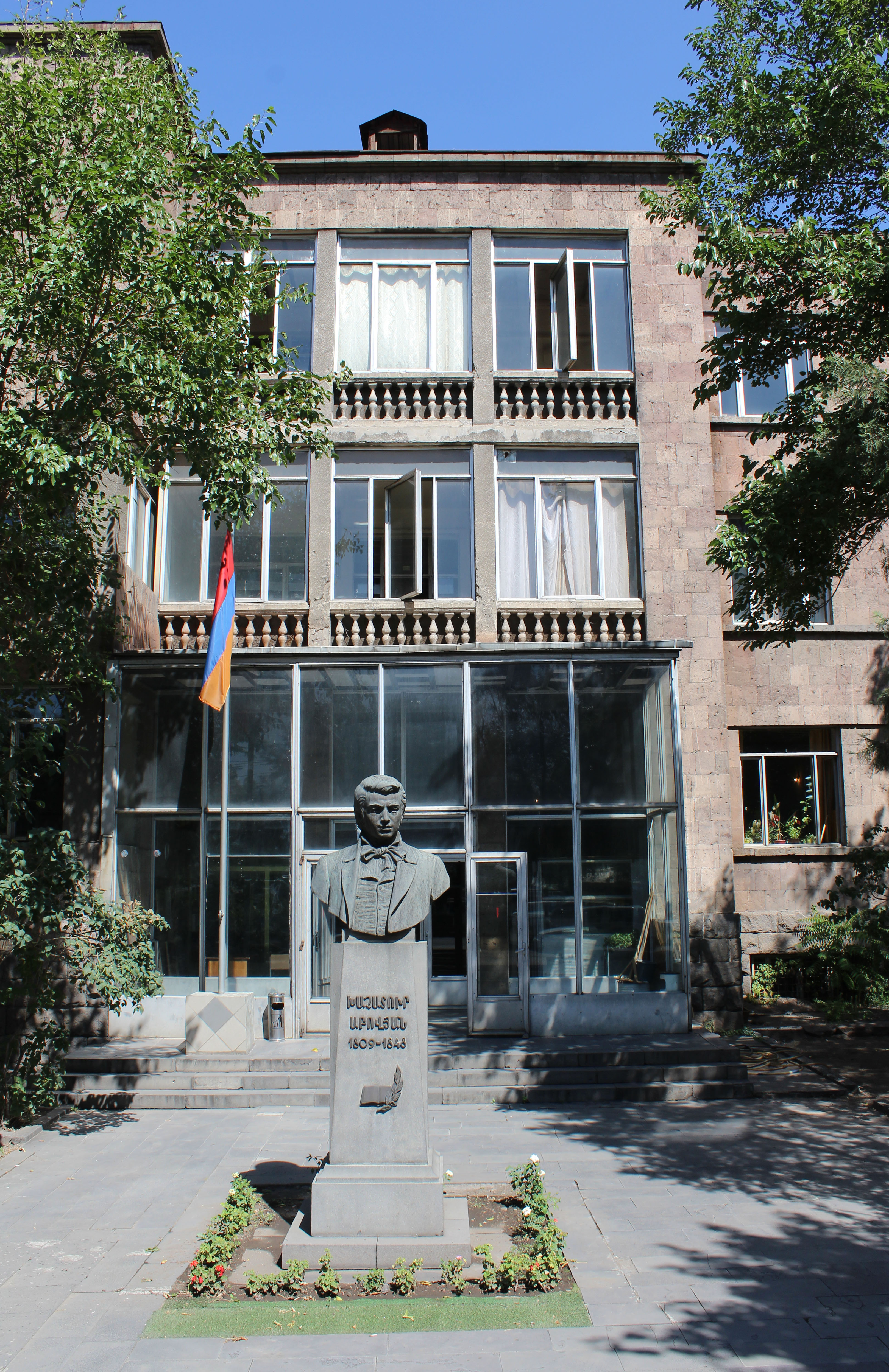
تندیس خاچاطور آبوویان در جلوی hy:Խաչատուր Աբովյանի անվան հայկական պետական մանկավարժական համալսարան
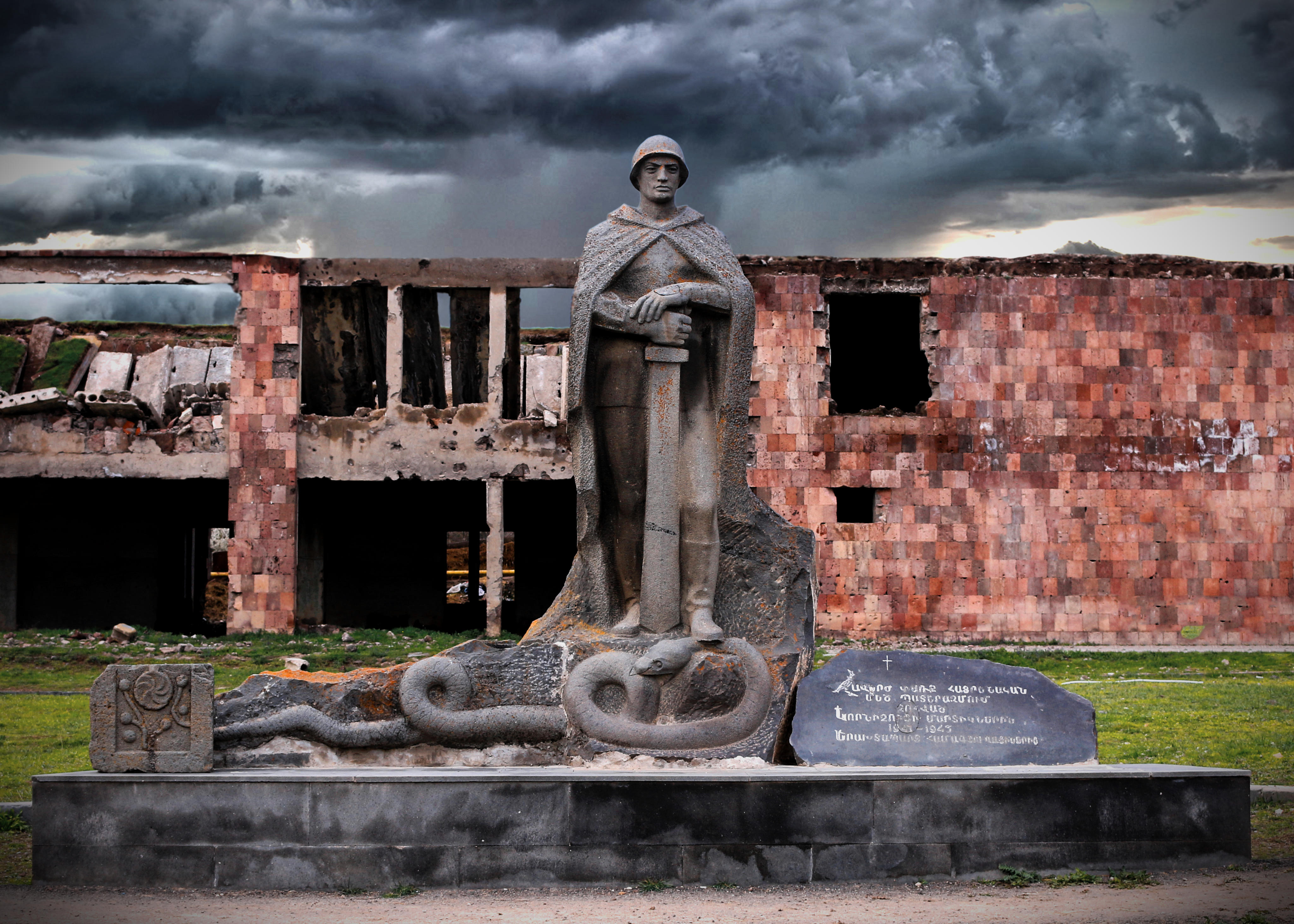
Անհայտ զինվորի հուշարձան استان سیونیک Կոռնիձոր գյուղում
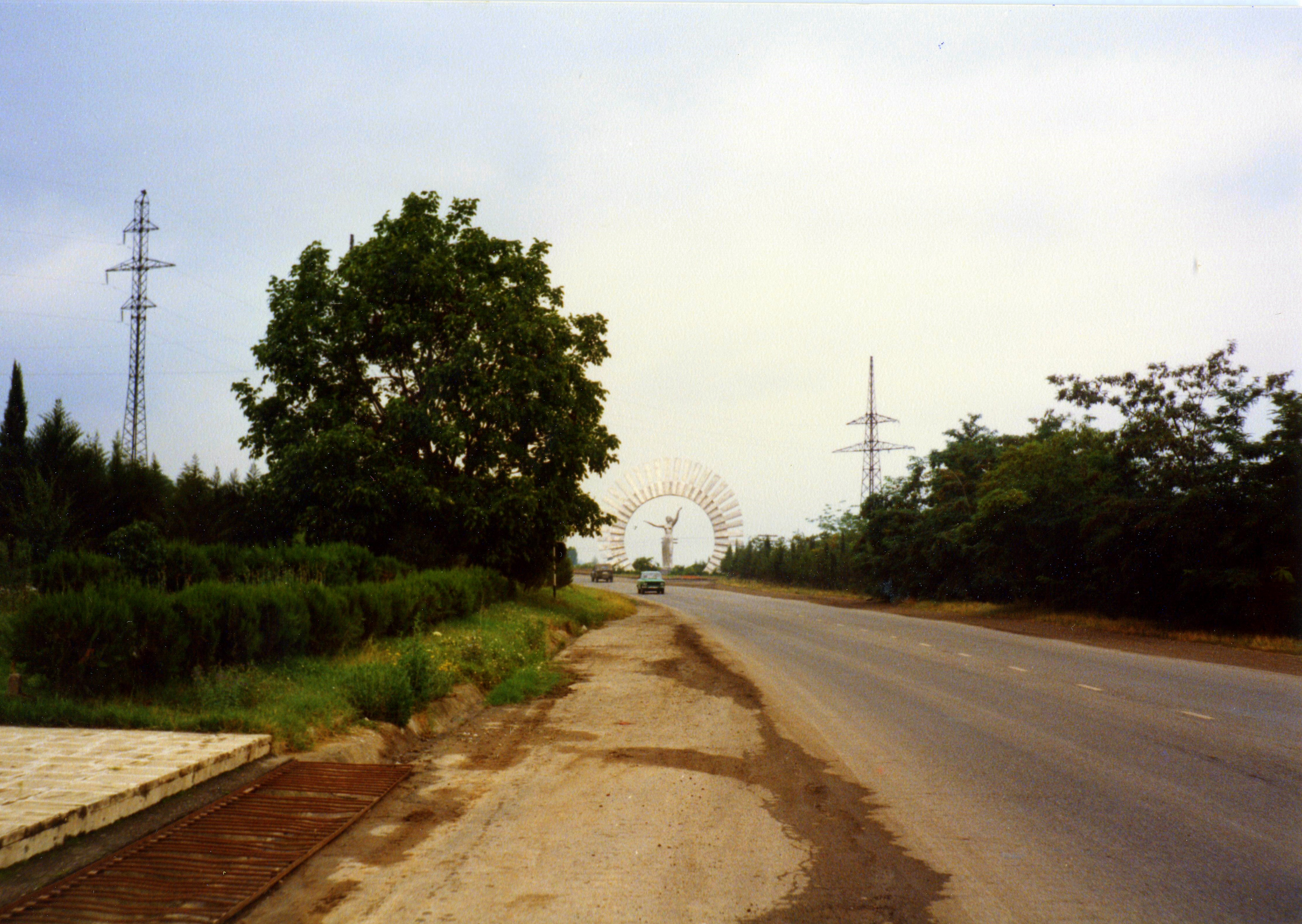
تندیس یادبود «مام ارمنستان» (آرئویک)
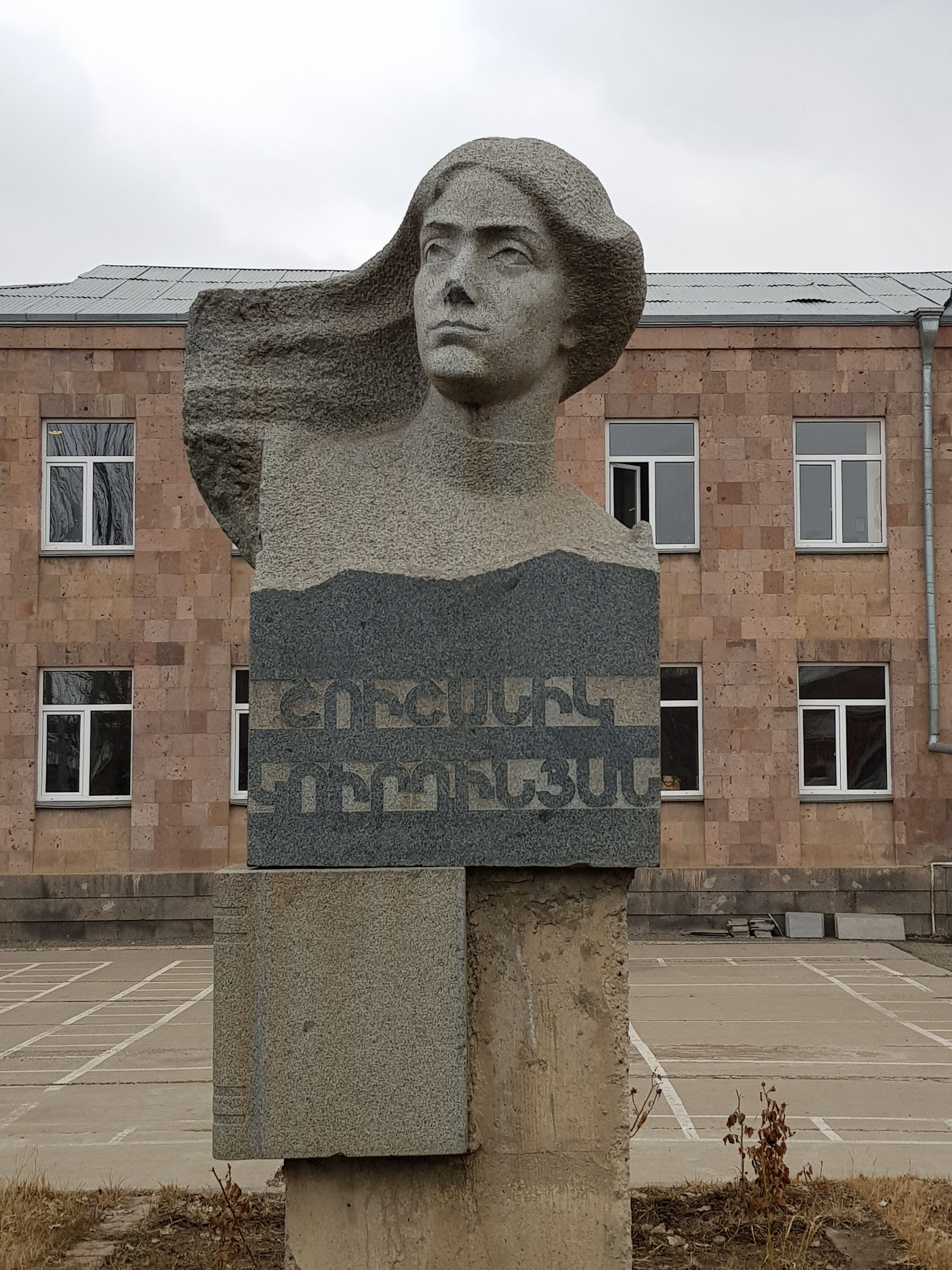
شوشانیک کورقینیانի կիսանդրին گیومری
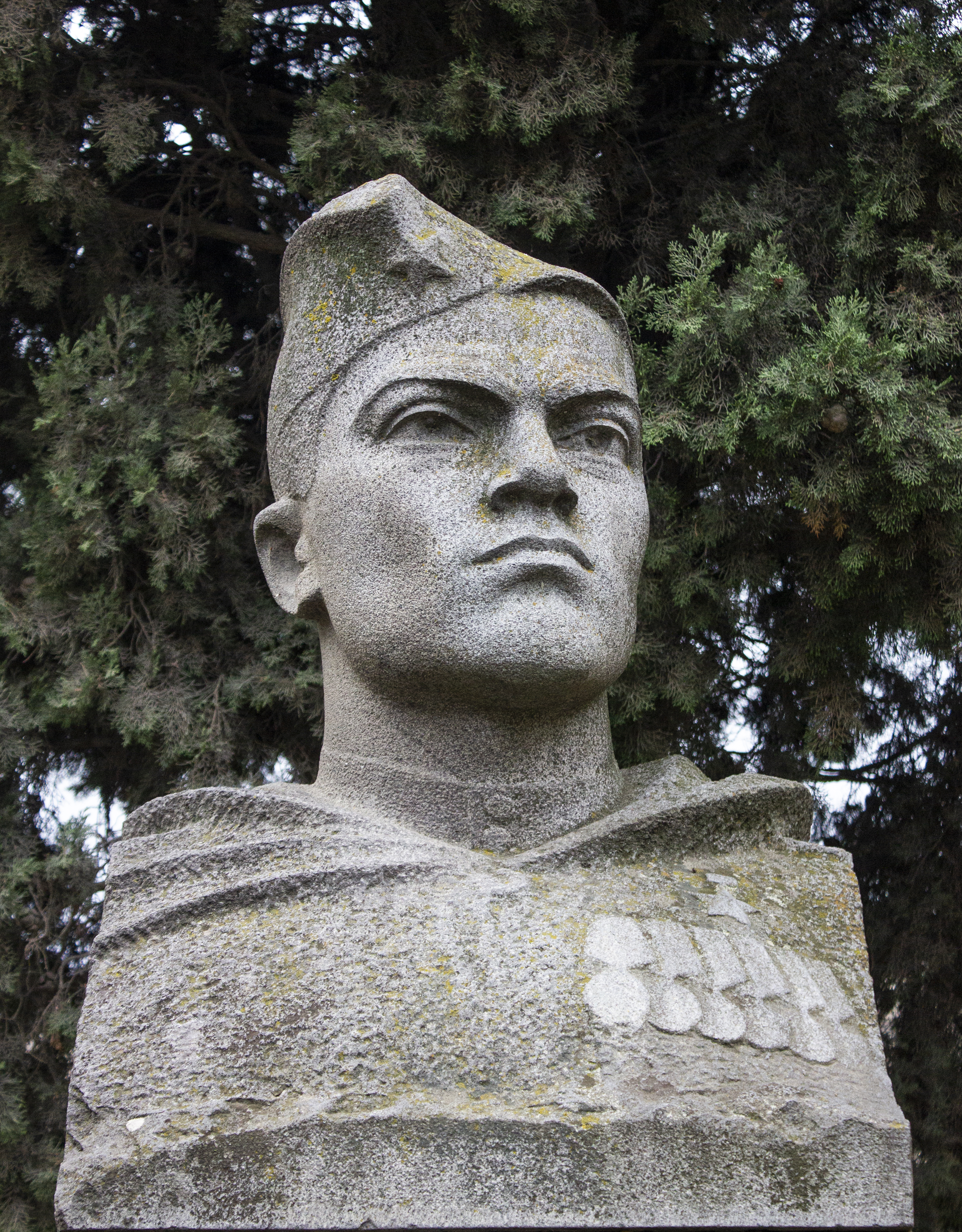
نیم‌تنه Ջահան Կարախանյանի در حیاط مدرسه به همین‌نام، [[کوغب، ارمنستان|]]
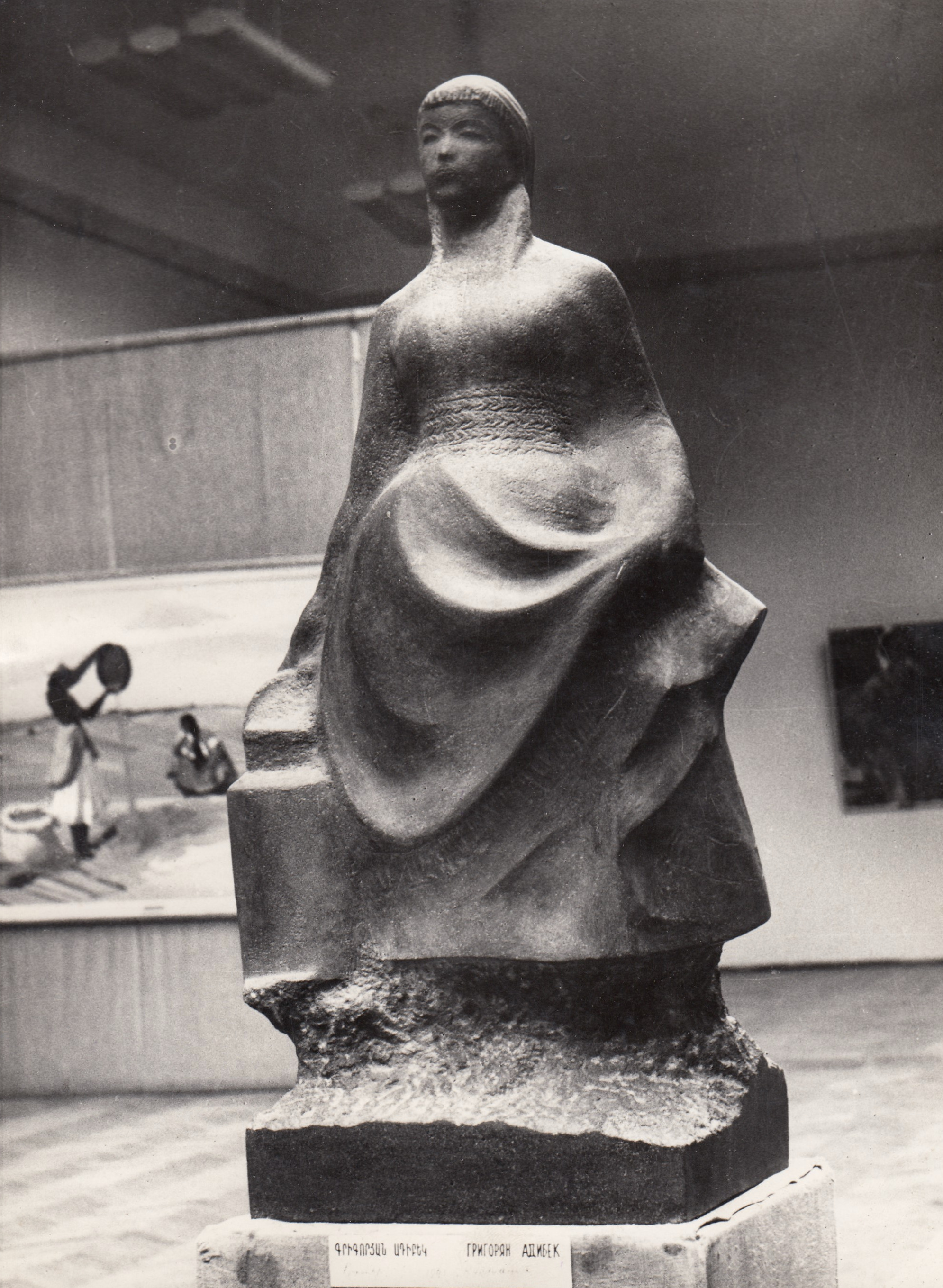
«بانوی کرد», ۱۹۶۳
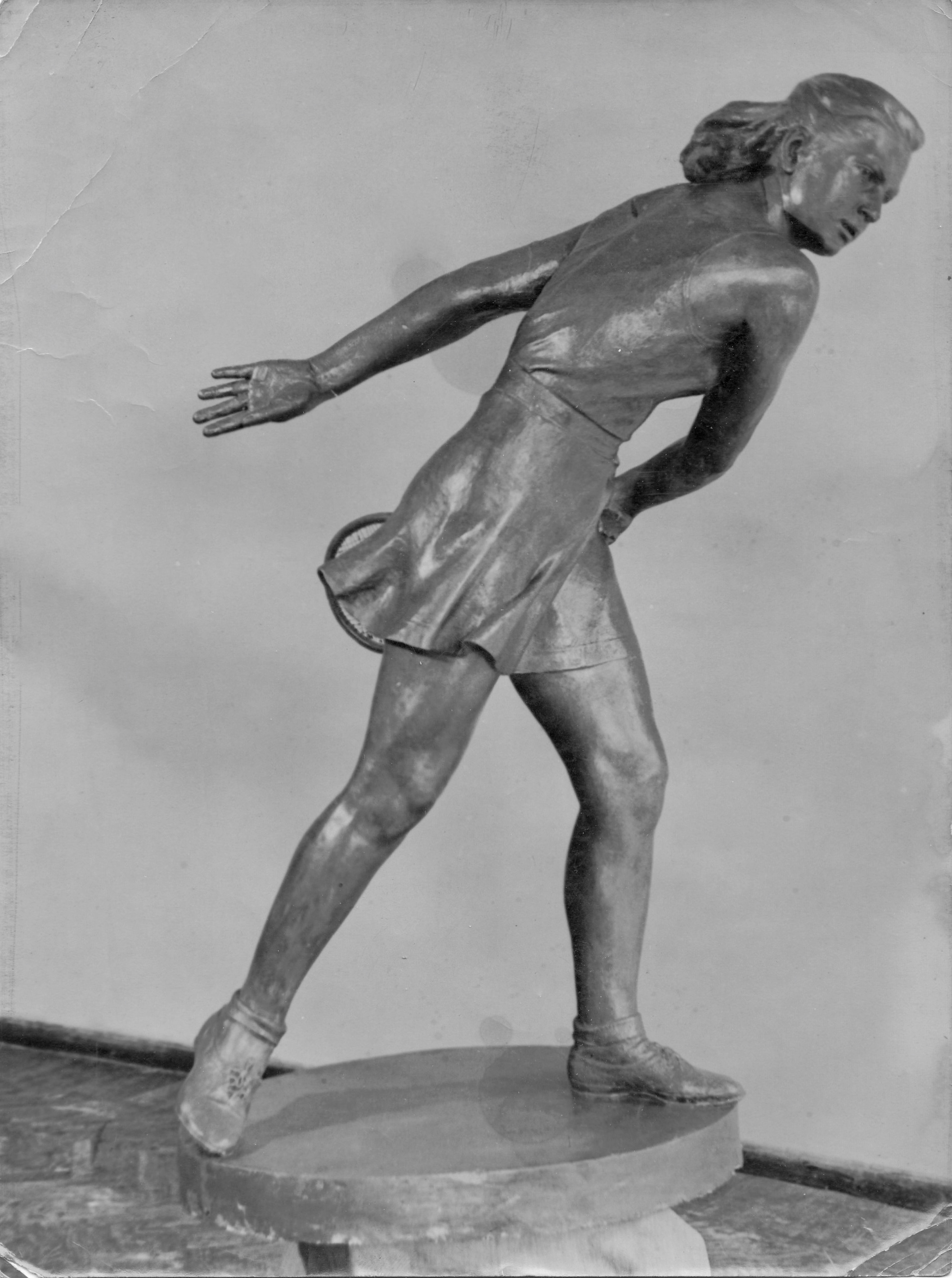
«تنیس‌باز زن», ۱۹۵۱
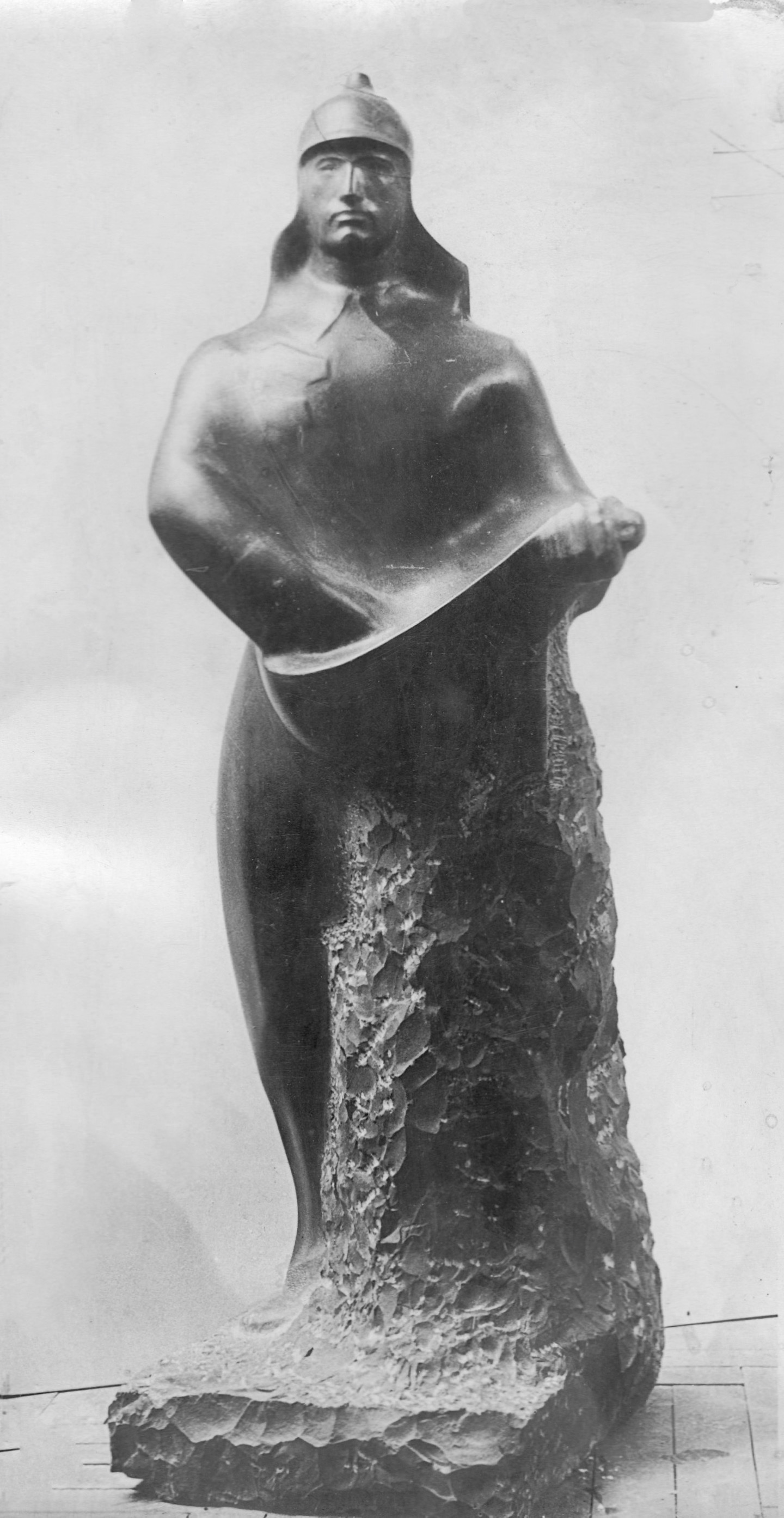
«بذرپاش», ۱۹۶۶
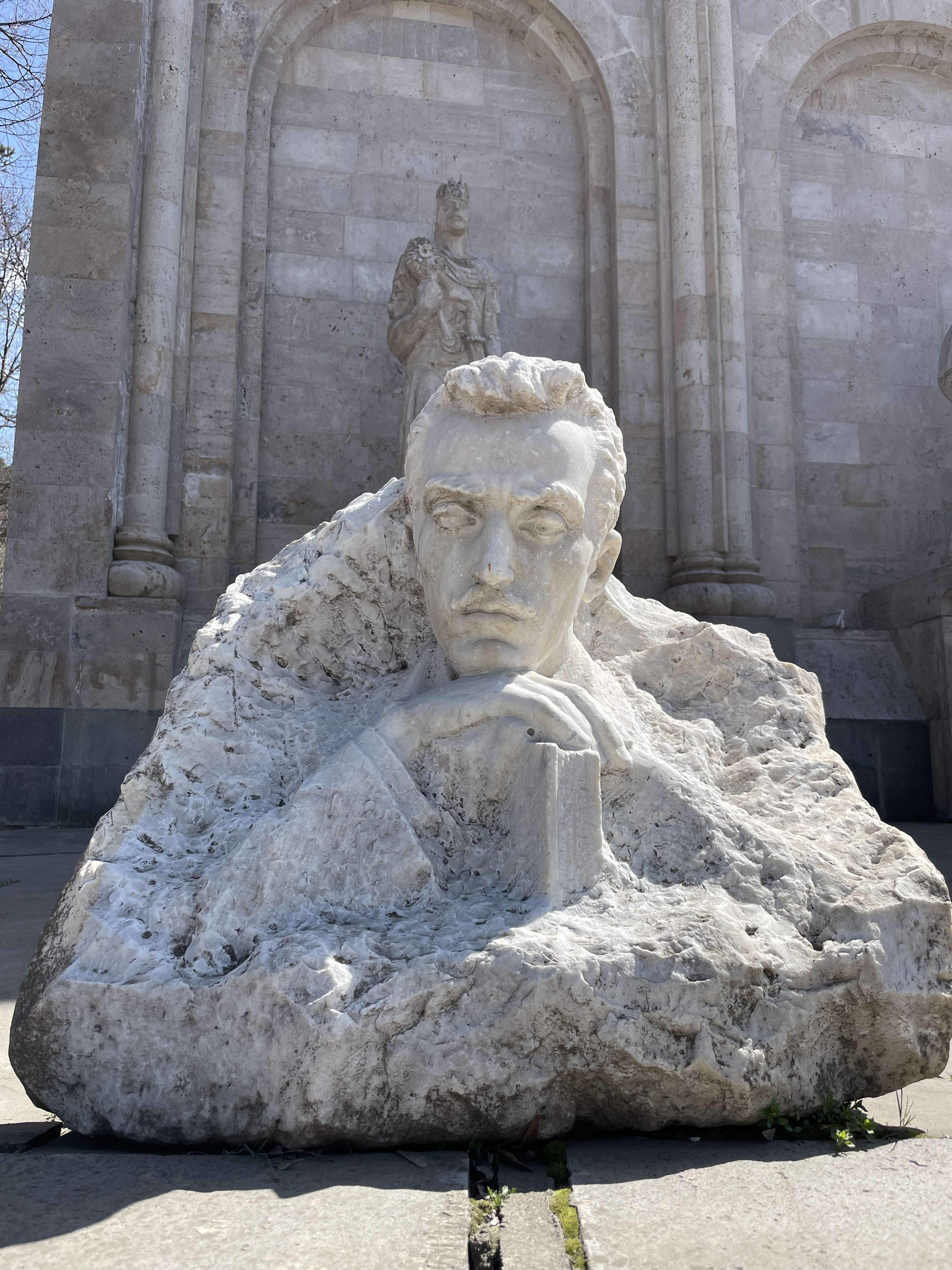
نیم‌تنه پتروس دوریان Դիլիջանի երկրագիտական թանգարան-պատկերասրահի առջևում
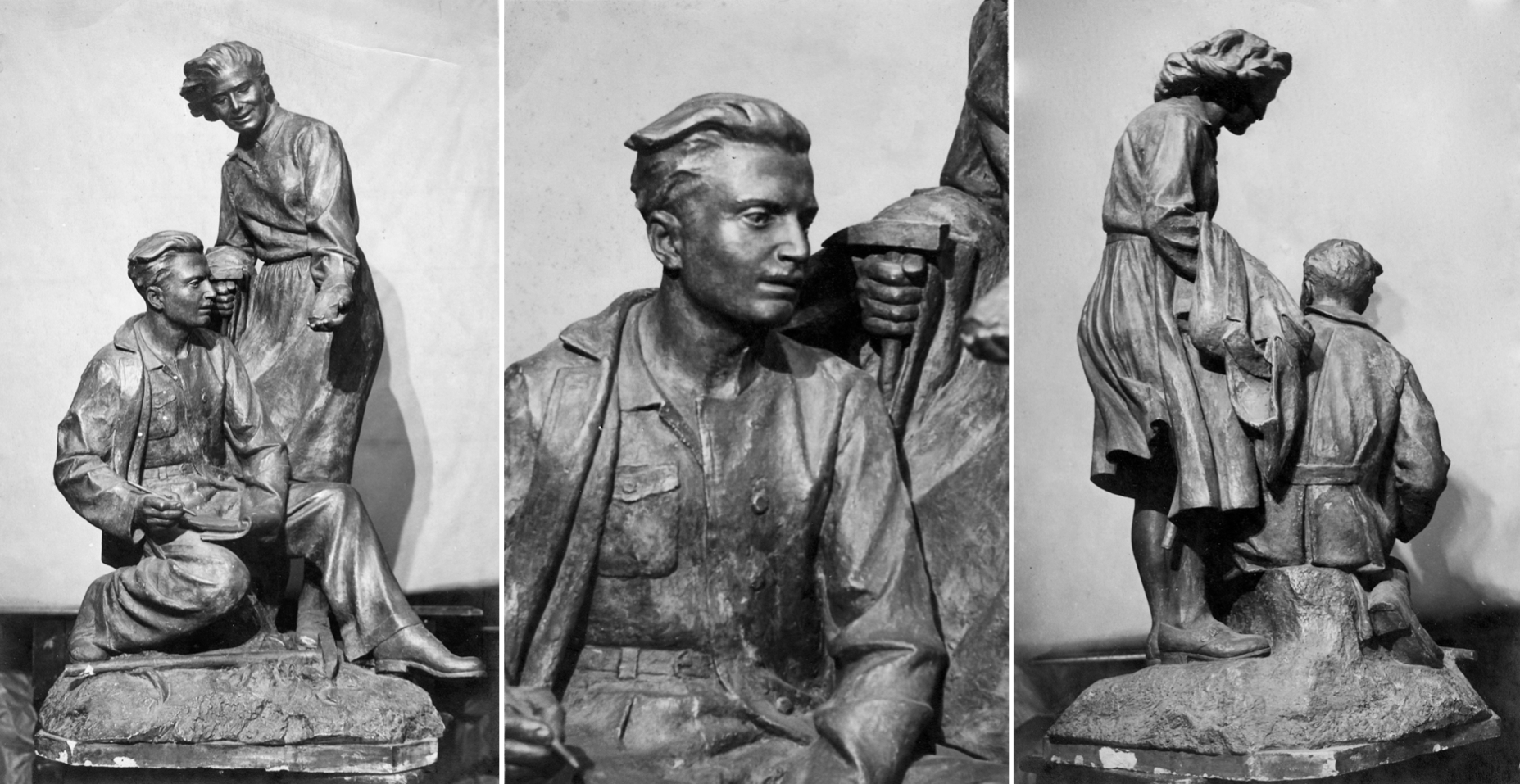
«زمین‌شناسان», ۱۹۵۲
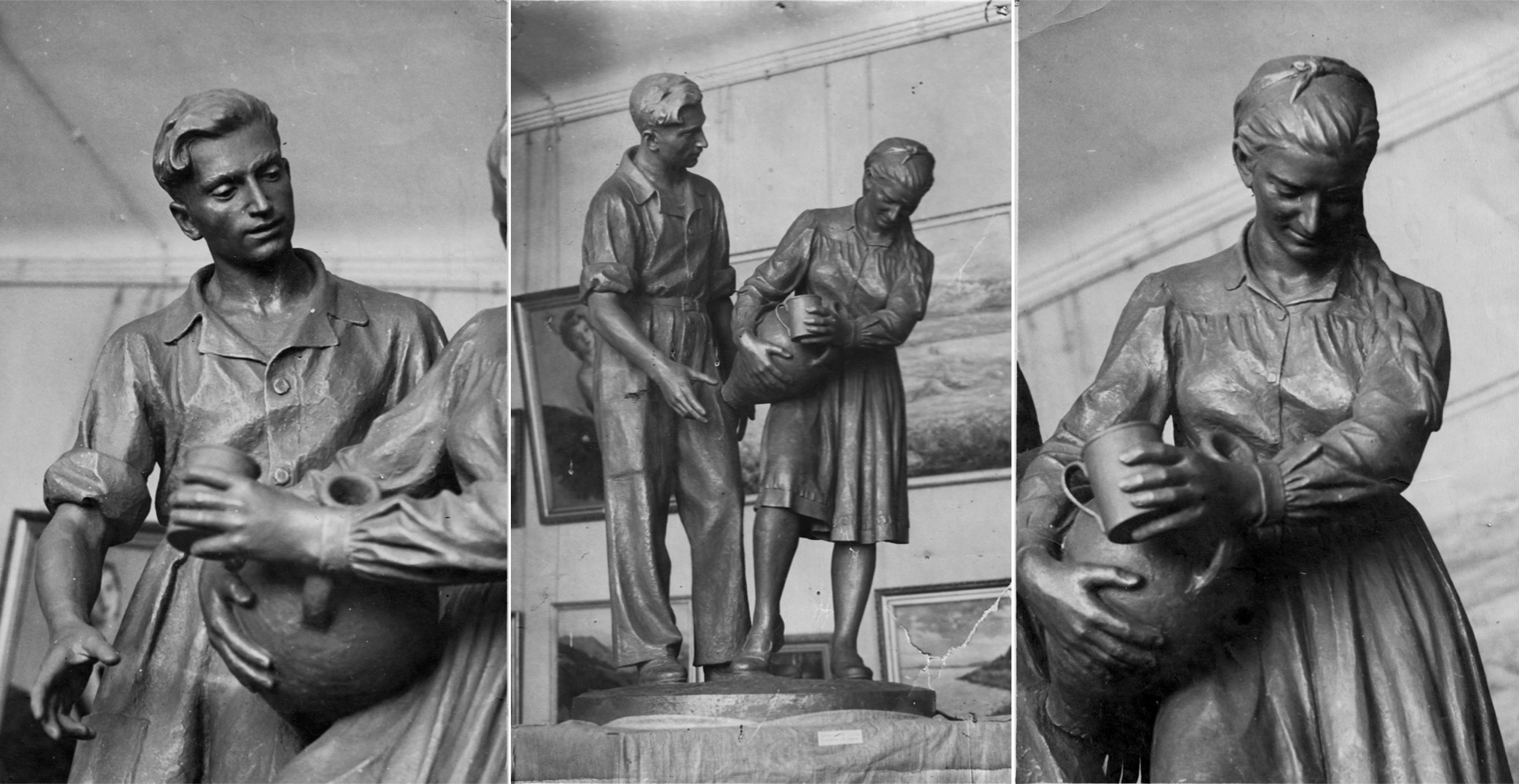
«Սեր», ۱۹۵۳